# Gyeryong
Gyeryong (kor. 계룡시) – miasto w Korei Południowej, w prowincji Chungcheong Południowy. W 2006 roku liczyło 36,846 mieszkańców.